# Ряська волость
Ряська волость — історична адміністративно-територіальна одиниця Костянтиноградського повіту Полтавської губернії з центром у селі Ряське.
Станом на 1885 рік складалася з 6 поселень, єдиної сільської громади. Населення — 4673 особи (2283 чоловічої статі та 2390 — жіночої), 817 дворових господарств.
|                     | Площа, десятин | У тому числі орної, дес. |
| ------------------- | -------------- | ------------------------ |
| Сільських громад    | 8202           | 6260                     |
| Приватної власності | 40             | 29                       |
| Казенної власності  | 383            | 383                      |
| Іншої власності     | 109            | 48                       |
| Загалом             | 8734           | 6720                     |

Основні поселення волості на 1885:
- Ряське — колишнє державне село при річці Оріль за 50 верст від повітового міста, 4200 осіб, 733 двори, православна церква, школа, постоялий будинок, 3 лавки, 2 ярмарки на рік, 48 вітряних млинів.
- Заплавка — колишнє державне село при річці Заплавка, 450 осіб, 68 дворів, православна каплиця, 12 вітряних млинів.

Старшинами волості були:
- 1900—1904 роках — Петро Петрович Циб[2],[3],[4];
- 1906—1907 роках — О. Я. Горюн[5],[6];
- 1913—1914 роках — Андрій Трохимович Орезівський[7],[8];
- 1915—1916 роках — Данило Мартинович Ровний[9],[10].